# An Nasr
Pour les articles homonymes, voir An Nasr (homonymie).
An Nasr (La Victoire) (arabe : النصر) est un quotidien régional de l'est algérien en langue arabe. Il est fondé le 27 septembre 1963 à Constantine. 

## Histoire
Ayant succédé à la dépêche de Constantine et de l'Est algérien créée en 1909, le journal durant les premières années de son existence, paraissait en français et fut entièrement arabisé le 1er janvier 1972, lors d'un processus d'arabisation progressive des pages du journal entamé le 5 juillet 1971.